# Anopheles persiensis
Anopheles persiensis är en tvåvingeart som beskrevs av Linton, Sedaghat och Ralph E. Harbach 2003. Anopheles persiensis ingår i släktet Anopheles och familjen stickmyggor.
Artens utbredningsområde är Iran. Inga underarter finns listade i Catalogue of Life.